# Abdoul Wahid Etemadi
Abdoul Wahid Etemadi (dari : عبدالواحد اعتمادی), né dans le Royaume d'Afghanistan, est un footballeur international afghan qui évoluait au poste d'attaquant.

## Biographie

### Carrière en sélection
Avec l'équipe d'Afghanistan, il participe aux Jeux olympiques d'été de 1948.